# شناکنبک
شناکنبک (به آلمانی: Schnakenbek) یک شهر در آلمان است که در هرتسوگتوم لاونبورگ واقع شده‌است. شناکنبک ۸۴۲ نفر جمعیت دارد.